# Ōtsuka Seiyaku

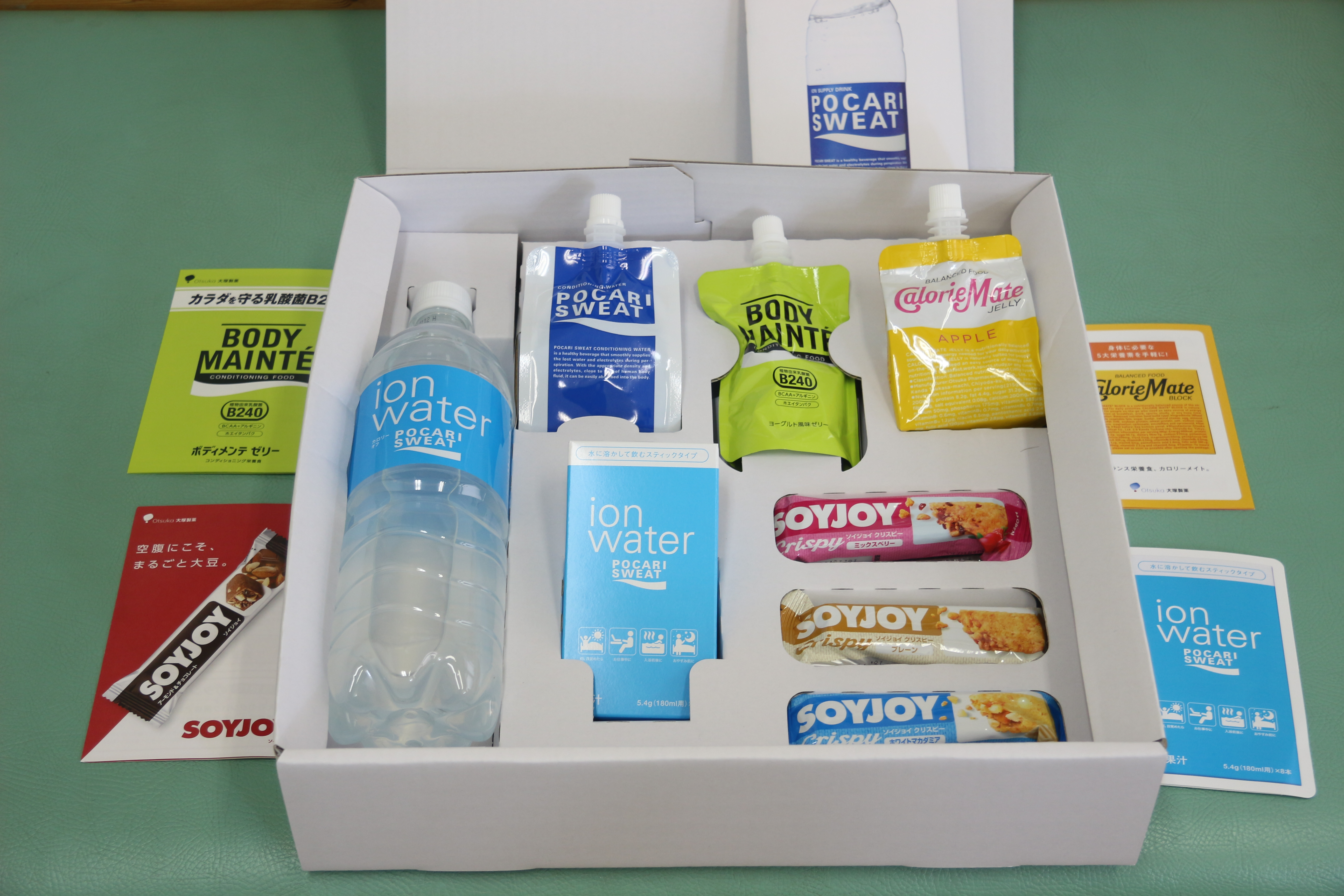
Hauptprodukte von Otsuka Pharmaceutical (Produkt des nicht-medizinischen Sektors 2017)

Ōtsuka Seiyaku K.K. (jap. 大塚製薬株式会社, Ōtsuka Seiyaku Kabushiki kaisha, engl. Otsuka Pharmaceutical Co., Ltd.) ist ein japanisches Pharmazieunternehmen. Der Hauptsitz des 1964 gegründeten Unternehmens ist in Chiyoda, Tokio. Ōtsuka Seiyaku gehört zur Ōtsuka-Gruppe, die weltweit ca. 44.000 Mitarbeiter in 158 Unternehmen an 29 verschiedenen Standorten beschäftigt.

## Forschung
Forschungsschwerpunkt ist die Entwicklung von Medikamenten und Heilungsmethoden für Atemwegserkrankungen, Augenerkrankungen, Herz-Kreislauf-Erkrankungen, neurologische und psychische Erkrankungen sowie Parkinson, Tuberkulose und Krebs.
Des Weiteren erforscht und entwickelt man verschiedene medizinische Behandlungsgeräte. Ein Verfahren zur Diagnose von Helicobacter-pylori-Infektionen mittels eines Atemtestgerätes wurde 1997/1998 als Patent angemeldet und im Jahr 2000 in Japan eingeführt. Für Forschung und Entwicklung wurden im Geschäftsjahr 2012 weltweit 1,4 Mrd. Euro aufgewendet.

## Produkte
Ōtsuka Seiyaku vertreibt – teilweise in Co-Promotion – Medikamente zur Behandlung von Erkrankungen des zentralen Nervensystems (Schizophrenie, Bipolare Störung), des Gefäß- und Kreislaufsystems (kardiovaskuläre Erkrankungen), sowie chronisch entzündlicher Darmerkrankungen.
Ein weiteres Gebiet ist die Herstellung von Kosmetika und Nahrungsergänzungsmitteln, sogenannter Nutraceuticals. Oronamin C belegt beispielsweise hinter Coca Cola Real Gold den zweiten Platz der am meisten verkauften Energydrinks in Japan.
Bekannte Medikamente sind:
- Abilify mit dem Wirkstoff Aripiprazol zur Behandlung von Schizophrenie
- Pletal mit dem Wirkstoff Cilostazol zur oralen Behandlung der peripheren arteriellen Verschlusskrankheit im Stadium II (Claudicatio intermittens).
- Samsca mit dem Wirkstoff Tolvaptan zur Behandlung von Patienten mit Hyponatriämie, die durch das Schwartz-Bartter-Syndrom hervorgerufen wird.

Bekannte funktionelle Getränke bzw. functional Food sind:
- Oronamin C
- Pocari Sweat
- Calorie Mate
- SOYJOY

## Ōtsuka Seiyaku in Deutschland
1982 wurde in Frankfurt das Ōtsuka Frankfurt Research Institute gegründet. Im Jahre 1998 folgte die Gründung der Ōtsuka Pharma GmbH in Frankfurt.
Durch seine seit 2008 bestehende Minderheitsbeteiligung von 49 % am französischen Getränkekonzern ALMA Group ist Ōtsuka Seiyaku seit 2022 indirekt am deutschen Mineralwasserhersteller Rhönsprudel beteiligt, der von der ALMA Group übernommen wurde.

## Sponsoring
Tokushima Vortis, ein japanischer Fußballverein in Naruto, gehörte der Ōtsuka-Gruppe und wird heute von Pocari Sweat gesponsert. Ebenfalls unterstützt wird das südkoreanische E-Sport-Werksteam SK Telecom T1.